# Макк, Карой
Карой Макк (венг. Károly Makk; 22 декабря 1925 года — 30 августа 2017 года) — венгерский кинорежиссёр и сценарист. Член-корреспондент Венгерской академии литературы и искусств (1993), член Европейской киноакадемии. Снискал известность прежде всего благодаря фильму «Любовь», содержавшему критику сталинизма и тоталитаризма, и картине «Глядя друг на друга», где Макк одним из первых в киноискусстве социалистических стран затронул тему лесбийской любви.

## Биография
Карой Макк родился 22 декабря 1925 года в поселке Береттьоуйфалу (Хайду-Бихар). Сын киномеханика. Получил искусствоведческое образование в Будапештском и Дебреценском университетах, затем в 1946—1950 годах учился в Академии театра и кино в Будапеште, где познакомился с режиссёром Гезой Радваньи, у которого работал ассистентом на ленте «Где-то в Европе» (1947). Первый фильм Макка, «Пионеры», был признан руководством студии «политически сомнительным», в результате чего Макка уволили со студии. Вернувшись в кино в 1950 году, поставил костюмную комедию «Лилиомфи». Умение работать с актерами, органический сплав лирики и гротеска, психологическая глубина, пластическая экспрессия характеризуют его картины «Дом под скалами» (1958), «Кошки-мышки» (по И. Эркеню, 1974), «Одна высоконравственная ночь» (1977) и др. Выразительный образ мрачного в истории Венгрии периода начала 1950-х годов воссоздан в знаменитом фильме Макка «Любовь» (1970). Использовав в этом фильме две автобиографические новеллы Тибора Дери, Макк затем вновь обратился к творчеству знаменитого писателя в фильме «Филемон и Бавкида» (1978). В основе фильма «Глядя друг на друга» — повесть писательницы Эржебет Галгоци, время действия — период, последовавший за поражением Венгерского восстания 1956-го. Ту же эпоху Макк ещё раз попытался воссоздать в фильме «Венгерский реквием» (1990). Снятая режиссёром в 2003 году ностальгическая мелодрама «Неделя в Пеште и Буде» участвовала в конкурсе XXV Московского кинофестиваля (много раньше он был членом жюри VIII Московского кинофестиваля).
Умер 30 августа 2017 года в Будапеште.

## Избранная фильмография
- 1954 : Лилиомфи (Liliomfi)
- 1955 : Палата № 9 (A 9-es kórterem)
- 1959 : 39-я бригада (A 39-es dandár)
- 1959 : Дом под скалами (Ház asziklák alatt)
- 1960 : По газонам ходить разрешается (Füre lépni szabad)
- 1961 : Одержимые (Megszàllottak)
- 1962 : Потерянный рай (Elveszett paradicsom)
- 1968 : Безоблачные каникулы (Bolondos vakáció)
- 1971 : Любовь/ Szerelem (по повестям Тибора Дери)
- 1972 : Кошки-мышки (Macskajáték, по повести Иштвана Эркеня)
- 1977 : Одна высоконравственная ночь (Egy erkölcsös éjszaka)
- 1978 : Филемон и Бавкида (Philemon és Baucis)
- 1978 : Дорогой сынок/ Drága kisfiam (по повести Мейвис Галлант)
- 1982 : Глядя друг на друга (Egymásra nézve, по повести Эржебет Галгоци)
- 1987 : Последняя рукопись (Az utolsó kézirat)
- 1991 : Венгерский реквием (Magyar rekviem)
- 1997 : Игрок (The Gambler) (вольная экранизация повести Ф. М. Достоевского)
- 2003 : Неделя в Буде и Пеште (Egy hét Pesten és Budán)

## Один нереализованный проект
Среди так и не осуществлённых проектов Кароя Макка — задуманная им в 1980-х годах экранизация повести Михаила Булгакова «Собачье сердце». Вот что говорит по этому поводу сам режиссёр:
«Я очень люблю Булгакова и одно время жил с мыслью экранизировать „Мастера и Маргариту“. Читал роман не один раз, фантазировал. Но потом понял, что такая грандиозная задача по силам только русскому кинематографисту. Мне она не далась бы. Иное дело „Собачье сердце“. Тут я довольно отчетливо представлял, как можно сделать фильм. Уже даже шли переговоры с одной американской кинокомпанией, и я искал, кто бы из российских сценаристов помог мне с адаптацией (именно это мы тогда с вами и обсуждали). Но в конце концов ничего не получилось: американцы отказались, а других партнеров я не нашел. Естественно, мы пробовали вести переговоры на эту тему с „Мосфильмом“ и „Ленфильмом“. Я был и в Киеве, где разговаривал о фильме со своими старыми знакомыми. Все безрезультатно. Ситуация была довольно абсурдная. Очень напоминавшая то переходное время, о котором пишет Булгаков. Мы за доллары обедали, за доллары меня возили туда-сюда, но потратиться на фильм никто не хотел. Хотя тогда его можно было сделать за копейки…»

## Награды
- 1971 — Приз жюри Международного кинофестиваля в Каннах: фильм «Любовь»
- 1982 — Приз международной ассоциации кинокритиков (ФИПРЕССИ) на Международном кинофестивале в Каннах: фильм «Глядя друг на друга»

Номинации:
- фильм «Кошки-мышки» номинировался на «Золотую пальмовую ветвь» Каннского кинофестиваля (1974)
- фильм «Кошки-мышки» номинировался в категори в категории «Лучший фильм на иностранном языке» на премию «Оскар» (1975)
- фильм «Неделя в Пеште и Буде» номинировался на Гран-при Московского международного кинофестиваля (2003)